# New Alluwe (Oklahoma)
New Alluwe es un pueblo ubicado en el condado de Nowata en el estado estadounidense de Oklahoma. En el año 2010 tenía una población de 	90 habitantes y una densidad poblacional de 255 personas por km².

## Geografía
New Alluwe se encuentra ubicado en las coordenadas 36°36′34″N 95°29′16″O / 36.60944, -95.48778 (36.609452, -95.487754).

## Demografía
Según la Oficina del Censo en 2000 los ingresos medios por hogar en la localidad eran de $28,750 y los ingresos medios por familia eran $30,000. Los hombres tenían unos ingresos medios de $23,750 frente a los $18,438 para las mujeres. La renta per cápita para la localidad era de $9,918. Alrededor del 8.5% de la población estaban por debajo del umbral de pobreza.